# Sworn
Sworn ist eine 2005 gegründete norwegische Extreme-Metal-Band aus Bergen. Bisher wurden zwei Studioalben über das deutsche Label Twilight Vertrieb sowie eines im Selbstverlag veröffentlicht.

## Geschichte

### 2005–2007: Gründungszeit bisThe Alleviation
Sworn wurde als Soloprojekt vom Gitarristen Christoffer Kjørsvik im Frühjahr 2005 gegründet. Bereits am 5. Juli desselben Jahres veröffentlichte er zusammen mit Lars Jensen von Myrkgrav als Gastsänger das Demo Night Supremacy, das er bei sich zu Hause in Eigenregie aufgenommen und produziert hatte. Als Kjørsviks Freund Tom Ian Klungland anfragte, ob er bei Sworn als Schlagzeuger einsteigen könnte, entschied sich Kjørsvik, auch aufgrund der positiven Resonanz des Demos, aus Sworn eine vollwertige Band zu formen. Klungland brachte zudem den zweiten Gitarristen Gøran Hope und den Bassisten Leif Herland mit zu Sworn, mit denen er bereits in einer anderen Band gespielt hatte. Kurz darauf stieß der Sänger Roland „Røst“ Røtne zur Band.
Nach intensivem Proben und Songwriting spielte die Band im Frühjahr und Sommer 2006 ihre ersten Live-Shows in der Provinz Hordaland. Wenig später, im September, wurde das Debütalbum The Alleviation im Bergener Conclave Media Studio aufgenommen und produziert, in welchem auch bereits Helheim und Taake diverse Alben aufgenommen hatten. Noch vor Abschluss der Aufnahmen verließ Røtne Mitte September 2006 die Band und wurde durch Lars Jensen ersetzt, der bereits auf dem Demo gesungen hatte.
Im März 2007 unterzeichnete Sworn einen Plattenvertrag mit dem deutschen Twilight Vertrieb und veröffentlichte The Allevitation am 20. Juli desselben Jahres. Durch das Album wurde Torsten Kühn, seinerseits Geschäftsführer von der deutsch Showbiz – Management & Booking Agency Agentur, auf die Band aufmerksam und übernahm das Management der Band. Zu dieser Zeit stieg Lars Jensen wieder aus, bzw. wurde rausgeworfen, was vor allem an seinem starken Lampenfieber lag. Kühn verhalf Sworn zu zahlreichen Konzerten, darunter auch eine Tour mit Behemoth, Aborted und Helrunar in Deutschland, die man bereits mit dem neuen Sänger Max Wilson bestritt, der sich im Sommer 2007 auf eine Annonce im Internet als neuer Sänger gemeldet hatte. Im November des Jahres spielte Sworn auf dem Metal Invasion Festival in Passau.

### 2008–2009:Bastards and Conquerors
Auch 2008 konzentrierte sich die Band darauf, ihren Bekanntheitsgrad zu Erweitern und auf zahlreichen Konzerten und Festivals wie Ragnarök, Summer Breeze, Walpurgis Metal Days und Ultra Ratio aufzutreten. In dieser Zeit stieg Bassist Leif Herland aufgrund musikalischer Differenzen aus. Die Arbeiten am nächsten Album wurden daraufhin als Trio fortgesetzt und im Spätherbst und Winter 2008 die Vorbereitungen für die Aufnahmen getroffen.
Anfang 2009 wurde das Songwriting zu Bastards and Conquerors abgeschlossen. Mit Dag „Dreggen“ Anderson als Ersatz für Leif Herland wurde das Album im Februar und März des Jahres selben Jahres im Conclave Media Studio aufgenommen. Veröffentlicht wurde Bastards and Conquerors, nach kleineren Komplikationen etwas später als geplant, am 30. Oktober 2009. Rund ein Jahr nach seinem Einstieg verließ Anderson im Mai 2010, aufgrund persönlicher Differenzen, die Band wieder.
Trotz der Vielzahl positiver Kritiken die Sworn für Bastards and Conquerors erhielt, fand es weniger Absatz als das Debütalbum. Begründet ist dies hauptsächlich mit der geringen Promotion des Albums, da es zur Zeit der Veröffentlichung einige Komplikationen mit Twilight-Vertrieb gab.

### Seit 2010: Schaffenspause undDark Stars and Eternity
Im September 2010 bekamen beide Gitarristen einen Endorsement-Vertrag der deutschen Gitarrenverstärker Firma Engl. Das Songwriting zum dritten Album wurde bis Ende 2010 fertiggestellt, so dass die Aufnahmen zum Jahreswechsel 2010/2011 beginnen konnten. Etwa zu dieser Zeit stieg Tor Øyel Bidne Kvitne als Gastbassist bei Sworn ein. Die Gesangsspuren wurde Ende März 2011 aufgenommen. Als Teaser für das dritte Studioalbum, veröffentlichte die Band am 31. Juli 2011 über ihren YouTube-Channel das Lied The Silver Asylum. Ursprünglich sollte das Album bereits Ende 2010 bis Anfang 2011 erscheinen. Aufgrund diverser Probleme bei den Aufnahmen und des Konkurses des bisherigen Plattenlabels Twilight Vertrieb im März 2012 wurde das Albumrelease auf unbekannte Zeit verschoben. Um die Wartezeit darauf zu verkürzen, wurden von der Band am 13. August 2012 mit Awaken the Keepers und The Fall of Martyrs zwei weitere Lieder veröffentlicht. Livekonzerte fanden seit 2011 bis heute (Stand 03/2018) keine mehr statt. Am 4. September 2013 wurde unter dem Namen Doomlights eine digitale EP veröffentlicht. Sie enthält die drei Lieder, die bereits im Juli 2011 und August 2012 auf Youtube veröffentlicht wurden.
Via Facebook informierte die Band ab Ende 2016 vermehrt über den neu begonnenen und fortschreitenden Songwriting- und Aufnahmeprozess zum dritten Studioalbum. Das dritte Studioalbum Dark Stars and Eternity wurde am 8. März 2018 durch die Band im Selbstverlag veröffentlicht und zunächst nur digital als kostenpflichtiger Download oder zum Streaming über die marktführenden Musikportale angeboten. Eine physikalische Veröffentlichung ist zu einem späteren Zeitpunkt geplant.

## Stil

### Musik
Sworns Stil vermischt Einflüsse aus dem Black Metal der 1990er Jahre mit Thrash- und Heavy-Metal-Einflüssen sowie Anklängen von Power und Viking Metal. Die Band selbst beschreibt ihren Musikstil als Melodic Extreme Metal und bezeichnet die Einordnung als Black-Metal-Band als Zeichen von Unkenntnis. Der Autor Hannes vom Webzine Heavyhardes.de beschreibt die Musik als „bombastischer, hauptsächlich aber epischer und dabei leicht melancholischer Black Metal“. Sowohl auf ihrem Debütalbum, als auch auf dem Nachfolger stechen viele Lieder durch ihre – gemäß den Rezensionen – ausgesprochen gut durchdachte Komposition hervor. Daniel „Nilgoun“ Dervaric vom Webzine dark-news.de vergleicht das Riffing vom Lied The Archaic Wrath mit Catamenia, meint jedoch, dass „alles einfach ausgereifter und stimmiger zu sein [scheint].“ Auch Vergleiche mit Bands wie Immortal, Windir, Bathory, Primordial, Dissection, Wallachia, Naglfar, und I werden gezogen.
Neben den diversen Metal-Einflüssen finden sich in den Kompositionen Sworns auch immer wieder folkloristische Elemente, vorwiegend aus der skandinavischen Folklore. Meist sind diese in instrumentalen Zwischenspielen in einem Lied eingearbeitet oder stellen ein eigenes Instrumentalstück für sich dar, wie die Lieder Derived, Somnolence und Descendant. In Derived werden zudem Violinen-Samples verwendet; in The Beauty of My Funeral darüber hinaus auch noch Flöten-Samples.
Das Songwriting übernimmt ausschließlich Frontmann und Gitarrist Christoffer Kjørsvik. Den Stil Sworns fand er nach eigenen Aussagen wie folgt:

“When I started playing guitar, I created standard thrash/heavy metal, and I looked for a band after having created a couple of songs. One day, I heard the song "Funeral Procession" by Gorgoroth, and I was completely blown away. The use of minor and major chords in this song is really amazing, and I found out that I wanted to create music with the same type of chord progressions. All of the thrash ideas were thrown in the thrash can, and my new inspiration resulted in the sound of Sworn as you know it today. It doesn't sound much like Gorgoroth though. I feel that I've found my own way of composing music – mainly mixing melodic black metal elements with heavy metal riffs and rhythms.”

„Als ich mit dem Gitarrespielen anfing, schrieb ich Standard-Thrash-/Heavy-Metal, und suchte nach einer Band, nachdem ich ein paar Lieder geschrieben hatte. Eines Tages hörte ich dann das Lied Funeral Procession von Gorgoroth, und das hat mich völlig umgehauen. Die Kombination von Dur- und Moll-Akkorden in diesem Lied ist einfach erstaunlich, und da merkte ich, dass ich Musik im selben Stil schreiben wollte. Ich verwarf alle Thrash-Metal-Ideen und meine neue Inspiration führte zu dem Sound, wie Sworn jetzt klingt. Es hört sich zwar nicht sehr nach Gorgoroth an, aber ich denke ich habe meinen eigenen Weg gefunden, Musik zu komponieren – hauptsächlich eben die Kombination von melodischen Black-Metal-Elementen mit Heavy-Metal-Riffs und -Rhythmen.“

Darüber hinaus wird er nach eigenen Aussagen auch von Burzum inspiriert. Dominierend bei allen Liedern ist der Midtempo-Charakter. Die meisten Stücke weisen mit Spielzeiten um die fünf bis acht Minuten Überlänge auf.
Der Gesang von Lars Jensen und Max Wilson ist für den Black Metal genretypisches Screaming, wobei gelegentlich auch als Stilmittel tiefere Growls verwendet werden. Klarer Gesang wird nicht verwendet, lediglich Sprachsamples wie in Beyonder oder kurze, gesprochene Passagen wie in Damnation Spawned.
Das Schlagzeugspiel gestaltet sich sehr vielfältig. Wie für den Black Metal üblich, werden viele Blastbeats und schnelle Doublebass-Läufe verwendet, aber auch andere Spielweisen wie Variationen des Grundbeats, darauf aufbauende tragende Rhythmen sowie zahlreiche Fill-ins prägen die Spielweise Klunglands. Der Autor Bluttaufe von schwermetall.ch lobt vor allem die „computergleiche“ Präzision des Schlagzeugers. Das musikalische Vermögen Klunglands zeigt sich zudem durch die gekonnten Wechseln zwischen langsameren und schnelleren Tempi.
Ebenso wie das Schlagzeugspiel sind auch die Gitarrenfiguren meist komplex. Sie zeichnen sich insbesondere für ihre guten Kompositionen, treibenden Rhythmen, gelungenen Tempowechsel und eingängige Melodien aus. Ebenfalls prägend sind die gelungenen Harmonien bei mehrstimmigen Melodien und technische Raffinessen wie unterschiedliche, sich ergänzende und teilweise aufeinander aufbauende Anschlagsmuster der beiden Gitarren bei manchen Melodien. Gitarrensolos sind nicht essentielles Stilmittel bei den Kompositionen Sworns und werden nur gelegentlich eingebracht, wie in Heart of Decay oder Vivid Visions. Stilistisch ähneln diese Solos denen von Progressive-Metal- oder NWoBHM-Bands. Im Solo von Heart of Decay wird Sweep Picking verwendet, in einigen anderen Liedern, besonders intensiv bei Summoning the Sinster wird auch die Spieltechnik des Tapping bzw. des Hammering benutzt. Der Bass hat überwiegend nur begleitende Funktion; wird von den Gitarren aber nicht gänzlich zurückgedrängt und übernimmt gelegentlich wie in Damnation Spawned auch kurz die Melodieführung.

### Texte
Zentrale Themen der ausschließlich in englischer Sprache verfassten Liedtexte sind Dunkelheit, Verzweiflung, Schmerz, Leiden und Tod, Verrücktheit, Geisteskrankheit und Wahnsinn. Laut Schlagzeuger und Texter Tom Ian Rogne Klungland handeln sie insbesondere von „tiefe[n] menschliche[n] Emotionen und [dem] Fortschritt des Bösen“. Religiöse oder politische Themen werden nicht behandelt. Klungland schrieb bereits die Liedtexte für das Demo und wurde erst danach Schlagzeuger der Band. Auf die Anregungen Kjørsviks hin übernimmt er immer noch das Schreiben der Texte.

## Diskografie
- 2005: Night Supremacy (Demo)
- 2007: The Alleviation
- 2009: Bastards and Conquerors
- 2013: Doomlights (EP)
- 2018: Dark Stars and Eternity
- 2023: A Journey told through Fire